# Liste des épisodes de Rick Hunter
Cette page recense la liste des épisodes de la série télévisée Rick Hunter. Un pilote de 90 minutes et 153 épisodes de 42 minutes, diffusée entre le 18 septembre 1984 et le 26 avril 1991 sur le réseau NBC. S'ajoute à cela 3 téléfilms (1995-2002-2003) et le retour de la série version 2003 avec 5 épisodes.

## Saison 1 (1984-1985)
1. Rick Hunter, Inspecteur choc (Hunter) (Pilote 90 minutes)
2. Un contrat difficile (Hard Contract)
3. Domaine dangereux (The Hot Grounder)
4. Un témoin important (A long way from L.A.)
5. L'Héritage (Legacy)
6. Vol sur un pigeon mort (Flight on a dead pigeon)
7. Copains de taule (Pen Pals)
8. Mort ou vif (Dead or Alive)
9. L'Homme sur le banc (High Bleacher Man)
10. Le Tireur (The Shooter)
11. L'Éboueur (The Garbage Man)
12. L'Ange de la vengeance (The Avenging Angel)
13. La Reine des neiges [1/2] (The Snow Queen Part 1)
14. La Reine des neiges [2/2] (The Snow Queen Part 2)
15. Le Garçon de la plage (The Beach Boy)
16. Coupable (Guilty)
17. Le Dernier Meurtre (The Last Kill)
18. Le Pompier (Fire Man)
19. Le Mégotier (Sniper)

## Saison 2 (1985-1986)
1. Le Cas X (Case X)
2. La Nuit des dragons (Night of The Dragons)
3. Le Caïd (The biggest man in town)
4. Pleine aux as (Rich Girl)
5. Le Tueur masqué (Killer in a halloween mask)
6. Viol et Vengeance [1/2] (Rape and Revenge Part 1)
7. Viol et Vengeance [2/2] (Rape and Revenge Part 2)
8. Une erreur qui coûte cher (Million Dollar Misunderstanding)
9. La Chute (The Big Fall)
10. En attendant Mr. Wrong (Waiting for Mr Wong)
11. Porno blues (Think Blue)
12. L'Explosion (Blow-Up)
13. Zone de guerre (War Zone)
14. Brûlures (Burned)
15. Ferrailles (Scrap Metal)
16. Le Roi des voleurs (Fagin 1986)
17. Épargnez-moi les violons (62 hrs of terror)
18. La Machine à tuer (Death Machine)
19. Installation (The Setup)
20. La Belle et le Mort [1/2] (The Beautiful and The Dead Part 1)
21. La Belle et le Mort [2/2] (The Beautiful and The Dead Part 2)
22. Le Retour de Typhoon Thompson (The return of Typhoon Thompson)
23. Soirée mouvementée (Saturday Night Special)

## Saison 3 (1986-1987)
1. Délices nocturnes (Overnight Sensation)
2. Changez de partenaires et dansez (Change partners and dance)
3. Crime passionnel (Crime of Passion)
4. La Filière Castro (The Castro Connection)
5. Pleine Lune à Los Angeles (High Noon in L.A.)
6. Bons Baisers de San Francisco (From San Francisco with love)
7. Confessions (True Confessions)
8. Amour, Haine et Sport (Love, Hate and Sporty James)
9. Le Contrat (The Contract)
10. L'Échafaudage maudit (The Cradle will rock)
11. Mauvaises Fréquentations (Bad Company)
12. Sens dessus dessous (Down and Under)
13. Direct au cœur (Straight to the heart)
14. Requiem pour le Sergent McCall (Requiem for Sergeant McCall)
15. Double Exposition (Double Exposure)
16. La Voisine (The girl next door)
17. Moment fatal (Any second now)
18. Un enfant est né (A child is born)
19. Feux croisés (Crossfire)
20. La Poursuite impitoyable [1/2] (Hot Pursuit Part 1)
21. La Poursuite impitoyable [2/2] (Hot Pursuit Part 2)
22. Ombres (Shades)

## Saison 4 (1987-1988)
1. L'Autre John Doe (Not just another John Doe)
2. Le Grand Manitou (Playing God)
3. La Femme en jade (The Jade Woman)
4. Situation explosive (Flash Point)
5. Nuit sur le mont Chauve (Night on Bold Mountain)
6. Passion city [1/3] (City of Passion Part 1)
7. Passion city [2/3] (City of Passion Part 2)
8. Passion city [3/3] (City of Passion Part 3)
9. Point critique (Turning Point)
10. Patrouille dangereuse (Hot Prowl)
11. Allegra (Allegra)
12. Le Renégat (Renegade)
13. Le Dahlia noir (The Black Dahlia)
14. Justice nue [1/2] (Naked Justice Part 1)
15. Justice nue [2/2] (Naked Justice Part 2)
16. Une fille sur la plage (Girl on the beach)
17. Les Millions de Bogota (The Bogota Million)
18. Coma (Death Signs)
19. Boomerang (Boomerang)
20. Le Quatrième Homme (The Fourth Man)
21. Le meurtre était écrit (Murder He wrote)
22. La Balle en argent (Silver Bullet)

## Saison 5 (1988-1989)
1. Un enfant trop fragile (Heir of Neglect)
2. Jeux d'enfants (The Baby Game)
3. Droit au but [1/2] (Dead on Target Part 1)
4. Droit au but [2/2] (Dead on Target Part 2)
5. Délation humanitaire (Never good deed ever goes unpunished)
6. Présumé coupable (Presumed Guilty)
7. Une profession honorable (Honorable Profession)
8. Remboursement (Payback)
9. De sacrés partenaires (Partners)
10. Le Puits (The Pit)
11. Une ville en état de siège [1/3] (City under Siege Part 1)
12. Une ville en état de siège [2/3] (City under Siege Part 2)
13. Une ville en état de siège [3/3] (City under Siege Part 3)
14. Moi, mon âme et la mort (Me, Myself and Die)
15. L'Informateur (Informant)
16. Mort d'un champion (Blood Lines)
17. Le Droit de tuer (Shoot to kill)
18. Code 3 (Code 3)
19. Menaces autour du ring (Ring of Honor)
20. Meurtres en uniformes (Teen Dreams)
21. Ultime Poursuite (The Last Run)
22. Le Retour de l'Indien (The Return of White Cloud)

## Saison 6 (1989-1990)
1. Radio crime (On Air)
2. Shillelagh (Shillelagh)
3. Investissement mortel (Investment in Death)
4. Une petite fille nommée Hunter (A Girl named Hunter)
5. La Légion de la haine [1/2] (The Legion Part 1)
6. La Légion de la haine [2/2] (The Legion Part 2)
7. Un enfant surgi du passé (Yesterday's Child)
8. La Médaille d'honneur (Shield of Honor)
9. La Cinquième Victime (The Fifth Victim)
10. Amour fraternel (Brotherly Love)
11. Le Cauchemar (The Nightmare)
12. Rêves brisés (Broken Dreams)
13. Fils et Héritier (Son and Heir)
14. Une perte irréparable (Unacceptable Loss)
15. Romance inachevée (Unfinished Business)
16. Berceuse (Lullaby)
17. La Confession (Final Confession)
18. L'Ambition aveugle (Blind Ambition)
19. Revirement soudain (Sudden Withdrawal)
20. Clairvoyance (Second Sight)
21. La Bague au doigt [1/2] (Street Wise Part 1)
22. La Bague au doigt [2/2] (Street Wise Part 2)

## Saison 7 (1990-1991)
1. Rencontres mortelles [1/2] (Deadly Encounters Part 1)
2. Rencontres mortelles [2/2] (Deadly Encounters Part 2)
3. L'Écho du passé (Where echoes end)
4. Zone à haut risque (Kill Zone)
5. L'Incident (The Incident)
6. Le juge est coupable (A Snitch will break your heart)
7. Quand mord le requin (Oh! The Shark bites!)
8. Suspects manquants (The Usual Suspects)
9. L'Arme volée (This is my gun)
10. La Famille (La Familia)
11. Pour la gloire de Gloria (Acapulco Holiday)
12. Obsession fatale [1/2] (Fatal Obsession Part 1)
13. Obsession fatale [2/2] (Fatal Obsession Part 2)
14. Suspicion (Under Suspicion)
15. Pris sur le vif (The Reporter)
16. Les Tendres Pièges (Room Service)
17. L'Ombre du passé (Shadows of The Past)
18. Fausse impression (The Grab)
19. Le Voleur volé (All that glitters)
20. Le Cri du silence (Cries of Silence)
21. L'ex marque le point (Ex marks the spot)
22. Un témoin peu convaincu (Little man with a big reputation)

## Téléfilms: 1995-2002-2003
- 1995 : Le Retour de Rick Hunter (The Return of Hunter : Everyone walks in L.A.)
- 2002 : Un nouveau départ (Return to Justice)
- 2003 : Retour en force (Back in Force)

## Série Version 2003
1. Clandestins (Vaya sin Dios)
2. Intouchable (Untouchable)
3. Besoin de savoir (Need to know)
4. Pour servir et protéger (To protect and serve)
5. Ex-Aequo (Dead Heat)